# Applause
"Applause" é uma canção da cantora norte-americana Lady Gaga, gravada para o seu terceiro álbum de estúdio Artpop. Foi escrita e produzida pela própria com auxílio de DJ White Shadow. O seu lançamento ocorreu a 12 de Agosto de 2013, servindo como lead single do disco e sendo enviada para as rádios norte-americanas a 20 do mesmo mês pela Interscope.

## Antecedentes e gravação
Em Setembro de 2011, Lady Gaga confirmou durante uma entrevista ao locutor Ryan Seacrest que estava a trabalhar no sucessor de Born This Way, lançado em 2011. Momentos após o anúncio, o produtor DJ White Shadow, que tinha trabalhado com a artista anteriormente, confirmou o seu envolvimento no trabalho do disco. Outro profissional que frequentemente trabalha com Gaga, Fernando Garibay, também constatou estar presente no próximo projecto da cantora, esperando "superar" os registos anteriores. A jovem gravou Artpop durante a digressão mundial The Born This Way Ball. Durante a preparação e ensaios em palco, Garibray e White Shadow enviaram o seu material para ser utilizado na concepção do trabalho. Numa entrevista para o programa de rádio On Air with Ryan Seacrest, a cantora confirmou que a inspiração para elaborar a obra partiu do facto do apoio dos seus fãs enquanto actuou em sofrimento durante três meses, ao longo da The Born This Way Ball:
| “ | Quando estava a terminar a digressão, estava mal fisicamente, com muitas dores. Qualquer artista que faz essas turnés mundiais poderá dizer que o nosso corpo passa por uma quantidade enorme de stress e eu não sabia ao certo o que tinha, pois sou uma rapariga um pouco hardcore e tenho uma forte limiar para a dor. | ” |

## Lançamento
Em Julho de 2013, foi publicada uma foto na rede social fundada por Gaga, Little Monsters, de uma moldura com a palavra "Applause" gravada no topo e a data "8-19-13" redigida duas vezes. No final desse mesmo mês, a cantora recorreu à sua conta oficial no Twitter para revelar as datas de lançamento do álbum, single e pré-compra do primeiro.
No mesmo dia, a capa de arte para "Applause" foi revelada pela artista no sítio Women's Wear Daily. O lançamento, que estava definido para 19 de Agosto, acabou por ser antecipado para uma semana antes devido às divulgações ilegais na Internet.

## Recepção pela crítica
Após o seu lançamento, a canção recebeu críticas positivas pela média especializada. Chris Richards do The Washington Post descreveu "Applause" como "um cubo de açúcar electro-pop nada surpreendente em que Gaga procura a nossa aprovação com uns vocais algo entre Annie Lennox e David Bowie". "É bom (...) porque enquanto muitas (demasiadas!) das músicas de Gaga foram projectadas para aumentar a auto-estima do seu rebanho", concluiu. Erin Coulehan da revista Rolling Stone considerou que a melodia recordava os trabalhos incluídos em The Fame, em "que canta sobre a forma como sobrevive à adoração dos seus fãs". Nick Catucci da Entertainment Weekly escreveu o seguinte na sua análise: "Na nova música de Gaga, que soa como algo possa estar a ouvir num calabouço muito acessível em Berlim enquanto faz sexo, ela é uma estrela a exigir que bata palmas. Naturalmente, estando a falar de Lady Gaga, existem "camadas" - críticas à fama (estamos a supor). Embora não haja nada certamente irónico sobre a música, que é quilos e quilos até que finalmente alcança um clímax quase agradável". Amy Sciaretto do sítio PopCrush atribuiu três de cinco estrelas possíveis, elogiando o seu "estilo autoritário" e palavras "incrivelmente dramáticas" numa canção "igualmente ponderada", no entanto, Amy ficou inicialmente impressionada ao ouvir, mas "quando escutamos profundamente, estamos a dançar nas nossas cadeiras num instante".
Sal Cinquemani da Slant Magazine foi mais crítica em relação à faixa, afirmando que é um trabalho "dance-pop surpreendentemente fácil, com uma falta de visão de futuro nem retro (apesar de uma referência lírica à nostalgia), existindo uma espécie de limbo indefinido. Musicalmente, é um retrocesso para as produções mais simples do seu The Fame de 2008, enquanto que na letra perpetua a reputação de Gaga para auto-engrandecimento, com um sotaque britânico afectado que "favoreceu a divulgação [ilegal] de "Aura"".

## Promoção
O vídeo musical, dirigido por Inez & Vinoodh, foi lançado no dia 19 de Agosto de 2013 durante o programa Good Morning America. A música foi interpretada pela primeira vez ao vivo durante a cerimónia MTV Video Music Awards a 25 de Agosto na arena Barclays Center, em Brooklyn.

## Faixas e formatos
A versão single de "Applause" contém apenas uma faixa com duração de três minutos e trinta e dois segundos.
| Descarga digital |            |         |  |
| N.º              | Título     | Duração |  |
| 1.               | "Applause" | 3:32    |  |

| CD single |                           |         |  |
| N.º       | Título                    | Duração |  |
| 1.        | "Applause"                | 3:32    |  |
| 2.        | "Applause" (instrumental) | 3:32    |  |

## Desempenho nas tabelas musicais
| Tabela musical (2013)                             | Melhor posição |
| ------------------------------------------------- | -------------- |
| Alemanha - Media Control AG                       | 5              |
| Austrália - ARIA Singles Chart                    | 11             |
| Áustria - Ö3 Austria Top 75                       | 6              |
| Bélgica - Ultratop 50 (Flandres)                  | 10             |
| Bélgica - Ultratop 50 (Valónia)                   | 5              |
| Brasil (Brasil Hot 100 Airplay)                   | 53             |
| Brasil (Brasil Hot Pop Songs)                     | 16             |
| Canadá - Canadian Hot 100                         | 4              |
| Coreia do Sul - Gaon International Chart          | 1              |
| Dinamarca - Tracklisten                           | 6              |
| Escócia - Scottish Singles Chart                  | 5              |
| Equador - Ecuador Top 40                          | 8              |
| Eslováquia - IFPI                                 | 18             |
| Espanha - PROMUSICAE                              | 1              |
| Estados Unidos - Billboard Hot 100                | 4              |
| Estados Unidos - Billboard Pop Songs              | 6              |
| Estados Unidos - Billboard Dance/Electronic Songs | 1              |
| Estados Unidos - Billboard Dance/Club Play Songs  | 1              |
| Finlândia - Suomen virallinen lista               | 10             |
| França - SNEP                                     | 3              |
| Grécia - Greece Digital Songs                     | 1              |
| Hungria - Rádiós Top 40                           | 5              |
| Irlanda - IRMA                                    | 9              |
| Itália - FIMI                                     | 2              |
| Japão - Japan Hot 100                             | 6              |
| Líbano - The Official Lebanese Top 20             | 1              |
| Nova Zelândia - RIANZ                             | 7              |
| Noruega - VG-lista                                | 8              |
| Países Baixos - Mega Single Top 100               | 15             |
| Portugal - Portugal Digital Songs                 | 8              |
| Reino Unido - UK Singles Chart                    | 5              |
| Chéquia - IFPI Česká Republika                    | 22             |
| Suécia - Sverigetopplistan                        | 17             |
| Suíça - Schweizer Hitparade                       | 7              |
| Venezuela - Pop/Rock General                      | 10             |

| País           | Provedor     | Certificação  |
| -------------- | ------------ | ------------- |
| Austrália      | ARIA         | Ouro          |
| Canadá         | Music Canada | Platina       |
| Dinamarca      | IFPI         | Diamante      |
| Espanha        | [PROMUSICAE] | Ouro          |
| Estados Unidos | RIAA         | 500× Diamante |
| Grécia         | IFPI         | Ouro          |
| Itália         | FIMI         | Ouro          |
| Japão          | RIAJ         | Ouro          |
| México         | AMPFV        | Platina       |
| Nova Zelândia  | RMNZ         | Ouro          |
| Suécia         | GLF          | 2× Platina    |
| Reino Unido    | BPI          | Prata         |
| Venezuela      | IMF          | 2× Platina    |

## Histórico de lançamento
| País           | Data                   | Formato                      | Editora discográfica |
| -------------- | ---------------------- | ---------------------------- | -------------------- |
| Estados Unidos | 12 de Agosto de 2013   | Descarga digital             | Interscope           |
| Alemanha       | 13 de Agosto de 2013   | Descarga digital             | Universal Music      |
| Espanha        | 13 de Agosto de 2013   | Descarga digital             | Universal Music      |
| Finlândia      | 13 de Agosto de 2013   | Descarga digital             | Universal Music      |
| França         | 13 de Agosto de 2013   | Descarga digital             | Universal Music      |
| Itália         | 13 de Agosto de 2013   | Descarga digital             | Universal Music      |
| Noruega        | 13 de Agosto de 2013   | Descarga digital             | Universal Music      |
| Portugal       | 13 de Agosto de 2013   | Descarga digital             | Universal Music      |
| Suécia         | 13 de Agosto de 2013   | Descarga digital             | Universal Music      |
| Estados Unidos | 20 de Agosto de 2013   | Rádios mainstream e rhythmic | Interscope Records   |
| Japão          | 11 de Setembro de 2013 | CD single                    | Universal Music      |
| Alemanha       | 13 de Setembro de 2013 | CD single                    | Universal Music      |
| Reino Unido    | 16 de Setembro de 2013 | CD single                    | Universal Music      |